# Terry Deary
William Terence "Terry" Deary (4 de janeiro de 1946) é um escritor juvenil britânico, autor de mais de 200 livros, vendendo mais de 25 milhões de cópias em mais de 40 idiomas.
Desde 1994 ele tem sido um dos autores mais vendidos da Grã-Bretanha. Em 2012, ele foi o décimo escritor mais-requisitado em bibliotecas britânicas, e foi votado para Outstanding Children's Non-Fiction Author Of The 20th Century pela revista Books for Keeps.
É conhecido pela autoria das séries literárias Saber Horrível, uma colecção que retrata a história de vários povos e raças de uma forma humorística, com imagens e detalhes mais divertidos. Uma forma rápida e interessante de aprender um pouco mais de história.

## Obras
Colecção "A História Horrível":
- Os miseráveis Romanos
- Os Gregos Baris
- Os Terríveis Egípcios
- Os Egípcios Espantosos
- Incas aos bocadinhos
- Terrível Diário
- A terrível história do mundo
- A terrível Primeira Guerra «Mundial»
- A terrível Segunda Guerra «Mundial»
- Barafunda medieval
- Factos marados
- Feios, porcos e viquinges
- Governantes nojentos
- O horrível Natal
- Os aztecas sanguinários
- Os celtas safados
- Os romanos sanguinários
- Os selvagens do calhau

Colecção "Contos Egípcios":
- A Magia e Múmias
- Ouro no Túmulo
- O Fantasma e o Pescador

Colecção "Histórias Sangrentas":
- O Túmulo do Tesouro
- Uma desgraça de Muralha